# مارک آرنوف
مارک آرنوف (انگلیسی: Mark Aronoff; ژانویه ۱۹۴۹) دانشمند در زمینه زبان‌شناسی و صرف و استاد دانشگاه استونی بروک اهل کانادا بود.